# Acacia leioderma
Acacia leioderma é uma espécie de leguminosa do gênero Acacia, pertencente à família Fabaceae.